# 소래중학교
소래중학교(蘇萊中學校)는 대한민국 경기도 시흥시 은행동에 있는 공립 중학교이다.

## 학교 연혁
- 1959년 4월 12일 : 소사중학교 소래분교 개교(1학급)
- 1960년 2월 10일 : 소래중학교 설립인가(6학급)
- 1960년 5월 8일 : 초대 김철회 교장 취임
- 1962년 3월 13일 : 소래중학교 제1회 졸업식(66명)
- 2023년 3월 1일 : 제19대 장정재 교장 취임
- 2024년 1월 5일 : 제63회 졸업식(296명, 총 25,376명)
- 2024년 3월 4일 : 제66회 입학식(10학급 311명)
- 2025년 1월 7일 : 제64회 졸업식(268명, 총 25,644명)
- 2025년 3월 1일 : 제20대 신양현 교장 취임
- 2025년 3월 4일 : 제67회 입학식(12학급, 362명)

## 참고 자료
- 소래중학교 - 한국교육학술정보원 학교알리미